# Спірідон Трікупіс
Спірі́дон Тріку́піс (грец. Σπυρίδων Τρικούπης; 20 квітня 1788 — 24 лютого 1873) — грецький державний діяч, дипломат, літератор і оратор. Прем'єр-міністр Греції (1833) та член тимчасового уряду з 1826 року.

## Життєпис
Народився в Месолонгіоні у родині міського голови. Після навчання в Парижі й Лондоні став особистим секретарем Фредеріка Норта, губернатора Іонічних островів.
За часів Визвольної боротьби обіймав різні важливі адміністративні й дипломатичні посади. Був членом тимчасового уряду 1826, членом Національних зборів у Тройзені 1827, а також головою ради й міністром закордонних справ 1832 року. Наступного року обраний на посаду прем'єр-міністра Греції. Тричі обіймав посаду посла Греції в Лондоні (1835–1838, 1841–1843 та 1850–1861), а 1850 — надзвичайного посла в Парижі.